# ステファニー・ド・モナコ
ステファニー・ド・モナコ（Stéphanie de Monaco, 1965年2月1日 - ）は、モナコの公女。レーニエ3世とグレース・ケリーの次女で、兄にアルベール2世、姉にカロリーヌがいる。

## 略歴
1965年2月1日にレーニエ3世大公とグレース公妃の第3子としてモナコ公宮で生まれた。名前は先祖のステファニー・ド・ボアルネにちなんで付けられた。
1982年、17歳の時に母の運転する車に同乗中、転落事故に遭遇した。母は亡くなるが、ステファニーは一命を取り留めた。グレース妃ではなくステファニーが運転していたという噂も根強いが、2002年に英国の雑誌へのインタビューで否定している。
事故の翌年、退院してからクリスチャン・ディオールでインターンとして勤め、1986年にインターン仲間らと水着のブランドを立ち上げた。
母の死から3年後に、ロマーノ・ムスマッラのプロデュースで歌手デビュー。1986年のデビューシングルOuragan （邦題『恋はセンセーション』）はフランスでチャート1位となり、100万枚を売り上げるヒット曲となった。この曲は日本で石井明美や小田陽子がカバーした。
1980年代にはフランスの俳優ジャン＝ポール・ベルモンドの息子で当時F3レーサーだったポール・ベルモンド、俳優アラン・ドロンとナタリー・ドロンの息子アンソニーや、人気絶頂の頃のロブ・ロウなど、数々の男性との恋愛関係が報じられた。
1992年のマイケル・ジャクソンのシングル「イン・ザ・クローゼット」ではコーラスとして共演した。

## 家族
1990年代にモナコ公室のボディーガードであったダニエル・デュクリュエとの間に未婚のまま2子を儲けた。ダニエルとは1995年に結婚したが、翌年に離婚した。
- ルイ・デュクリュエ（Louis Robert Paul Ducruet, 1992年11月26日 - ）
- ポリーヌ・デュクリュエ（Pauline Grace Maguy Ducruet, 1994年5月4日 - ）

1998年には未婚のまま第3子カミーユを出産した。カミーユの父親とはその後も結婚することはなく、非嫡出子のため、兄姉とは異なりモナコの公位継承権を持たない。
- カミーユ・ゴットリーブ（Camille Marie Kelly Gottlieb, 1998年7月15日 - ）

2003年にサーカス団員のアダン・ロペス・ペレスと再婚したが、翌年に離婚している。